# John Edgar Hoover
John Edgar Hoover – gyakran csak J. Edgar Hoover – (Washington, 1895. január 1. – Washington, 1972. május 2.) az amerikai Szövetségi Nyomozóiroda (FBI) és annak elődje, a Bureau of Investigation (BOI) meghatározó igazgatója volt, aki 48 évig töltötte be hivatalát, egészen haláláig.
Hoover volt az FBI leghosszabb ideig regnáló igazgatója, ezt ellentmondásos személyisége és pályafutása eredményezte, amiben a bűnözők és a másként gondolkodók gyakran egy kalap alá kerültek. Hoover szinte mániákusan ragaszkodott konzervatív, viktoriánus értékrendjéhez és az FBI-t is gyakorlatilag arra használta fel, hogy a szerinte másként gondolkodó embereket megfigyelje, kompromittálja és adott esetben zsarolhassa, legyenek akár híres emberek is. Az egyik legismertebb ilyen személy Martin Luther King volt, de más ismert politikusok, tudósok, művészek is szerepeltek Hoover megfigyelési listáján.

## Élete
Középosztálybeli családba született. Washington Seward Square nevű környékén laktak, itt töltötte gyermekkorát. Ezen a környéken a Hooverékéhez hasonló középosztálybéli, többnemzetségű protestáns családok éltek, akik szentül meg voltak győződve arról, hogy Amerika az ő viktoriánus elveik szerint működő világ, minden mást elkorcsosulásnak tekintettek. Ebben a társközösségben mindenki hivatali tisztviselő volt, akik az államapparátus valamelyik hivatalában dolgoztak, szintén nemzetségeken át.
Hoover nagyapja, apja és bátyja is tisztviselőként dolgozott. Ez a környezet tette Hoovert is elkötelezett hívévé a konzervatív, viktoriánus elvek, és a hivatali munka iránt. Ez határozta meg aztán későbbi életét is, amiben egyfelől rosszallóan és gyanakodva nézett minden más lazább vagy megengedőbb világszemléletet, másrészt görcsösen ragaszkodott saját elért hivatali pozíciójának megtartásához és megóvásához. Ennek és hivatalának megvédésének érdekében aztán mindig hajlandó volt bizonyos kompromisszumokra.
Miután az FBI igazgatója lett, igyekezett politikai bázist kiépíteni maga körül és jó viszonyt ápolni az amerikai elnökökkel és vezető politikusokkal, hogy emiatt őt és az FBI-t semmilyen módon ne lehessen támadni, valamint hogy megmaradjon az a látszat is, hogy a Nyomozóiroda valóságos hősökből áll, akik tulajdonképpen Amerika erkölcsei felett őrködnek. Másfelől politikai támogatást is szeretett volna elérni a Nyomozóirodának és persze saját magának is, és ezt rendszerint el is érte. Jól mutatja ezt Franklin D. Roosevelt elnökhöz való viszonya, akinek liberális nézeteit megvetette ugyan, de mégis vele volt talán a legközelebbi kapcsolata a politikai vezetők vagy elnökök közül, mivel Roosevelt mindig támogatta az FBI-t és magát Hoovert is.

### Pályafutása
Hoover 1917-ben szerzett jogi diplomát a George Washington Egyetemen. Ebben az időben vett részt Alexander Mitchell Palmer főügyész kampányában is, aki a radikálisok és  baloldaliak ellen indított támadást, de a nyílt jogtipró eljárások miatti felháborodás majdnem vesztét okozta. Ez sem csillapította azonban az életét végigkísérő kommunistaellenességét. Az első világháború után felvették az Igazságügyi Minisztériumba, ahol rövidesen a „külső ellenségeket” megfigyelő csoport vezetője lett. 1921-ben a Nyomozóiroda alelnöke, majd 1924-től igazgatója, amely tisztséget egészen haláláig betöltötte.

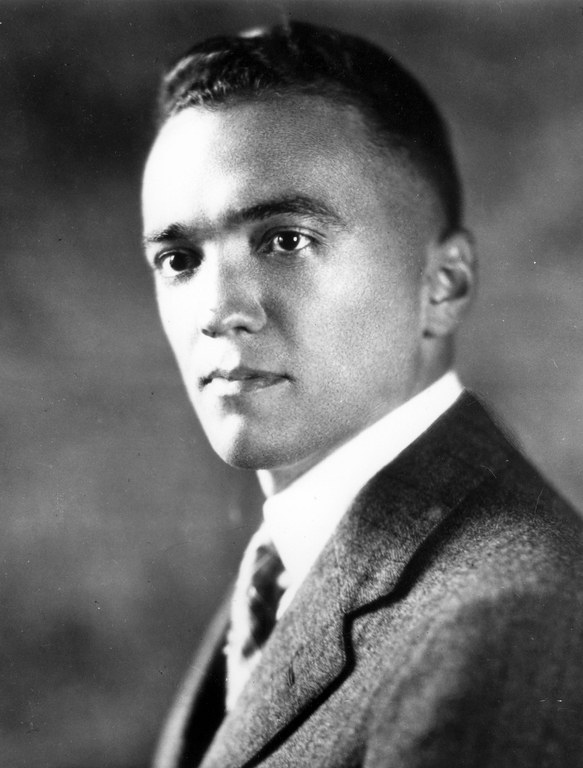
Hoover 1924-ben,
amikor igazgatóvá vált

1930 körül több banda is bankrablásokkal és rablógyilkosságokkal tartotta rettegésben Amerikát, ezek közül a legismertebb gengszter John Dillinger volt. Hooverre és a Nyomozóirodára várt a feladat, hogy véget vessen a garázdálkodásuknak, és ez sikerült is, amikor egy füles révén rajtaütöttek Dillingeren egy színháznál, akit végül a Nyomozóiroda ügynökeinek sortüze terített le. Ezután a sikeres akció után nem sokkal, 1935-ben lett a hivatal neve FBI, és kezdődött meg Hoover vezetésével az adatok, ujjlenyomatok nyilvántartásának létrehozása, valamint a Nyomozóiroda ügynökeinek szóló szabályrendszer kialakítása is. Hoover és az általa vezetett FBI talán ekkor volt sikerei csúcsán.
Az 1940-es, 1950-es évek kommunistaellenességében is aktívan részt vett, mivel legendásan gyűlölte a kommunistákat, szerinte ugyanis ez a nézet volt a számára fontos valódi értékek legnagyobb ellensége. Ezekben az időkben teljesedett ki a megfigyelési és kompromittáló adatszerzési "mániája", amihez az FBI-t használta fel igen aktívan. Főleg ekkoriban tett szert arra a rengeteg, megfigyelésből származó információra is, ami többek között az elkövetkezendő évekre őt magát is bebiztosította az FBI igazgatói székébe, hisz ezek között politikusokat kompromittáló információk is szerepeltek.
A Joseph McCarthy szenátor által vezetett kommunistaellenes-kampány szinte mindenkihez elért, ismert és kevésbé ismert emberekhez egyaránt, és sokakat tönkre is tett. Amikor azonban a kampány kezdett szélsőséges méreteket ölteni, a felháborodás hatására saját jó hírét és hivatalát védendő Hoover kihátrált McCarthy mögül. Hoover nem csak a kommunizmust gyűlölte, hanem megvetette a liberalizmust, a polgárjogi mozgalmakat, az iszlamistákat, a színes bőrűek egyenlő jogaikért harcoló embereket és szervezeteket, gyakorlatilag szinte minden kisebbséget. Híres ellenfele ez ügyben Martin Luther King volt, szervezetekben pedig pl. a Fekete Párducok. Kinget Hoover saját bevallása szerint is gyűlölte. Ebben az időben, 1956-ban indult el a COINTELPRO program is, ami egészen 1971-ig működött, feladata pedig az volt, hogy belső feszültségeket szítson a különböző Amerikán belüli kisebbségi szervezetek berkeiben.
Az 1960-as évek drámai változást hoztak Hoover életébe. Először is 1961 januárjában új elnök lépett hivatalba Amerikában, akit John Fitzgerald Kennedy-nek hívtak. A demokrata politikus és öccse, Robert F. Kennedy hatalmas szálka volt Hoover szemében, mivel Kennedyék szembementek mindazzal, amit Hoover képviselt. Kennedyék fesztelen, laza jellemű emberek voltak, nem sokat törődtek a hivatali út betartásával, és ez rendkívül bosszantotta Hoovert, akinek a hivatali ügyintézés volt mindene. Ám még velük szemben is képes volt kellően rugalmas lenni, ha magánemberként gyűlölte is őket, személyes találkozásokkor mindig kedvesen hízelgett nekik, ahogy más vezetőknek is, nehogy az a vád érje, hogy nem akar jóban lenni az ország vezetőivel. Másfelől a hatvanas évekre végérvényesen elmúltak a korábbi évtizedekre jellemző prűd és konzervatív életszemléletek, ugyanakkor a polgárjogi és kisebbségi törekvések előretörtek, és ezt Hoovernek saját érdekében is, ha tetszett, ha nem, el kellett fogadnia.

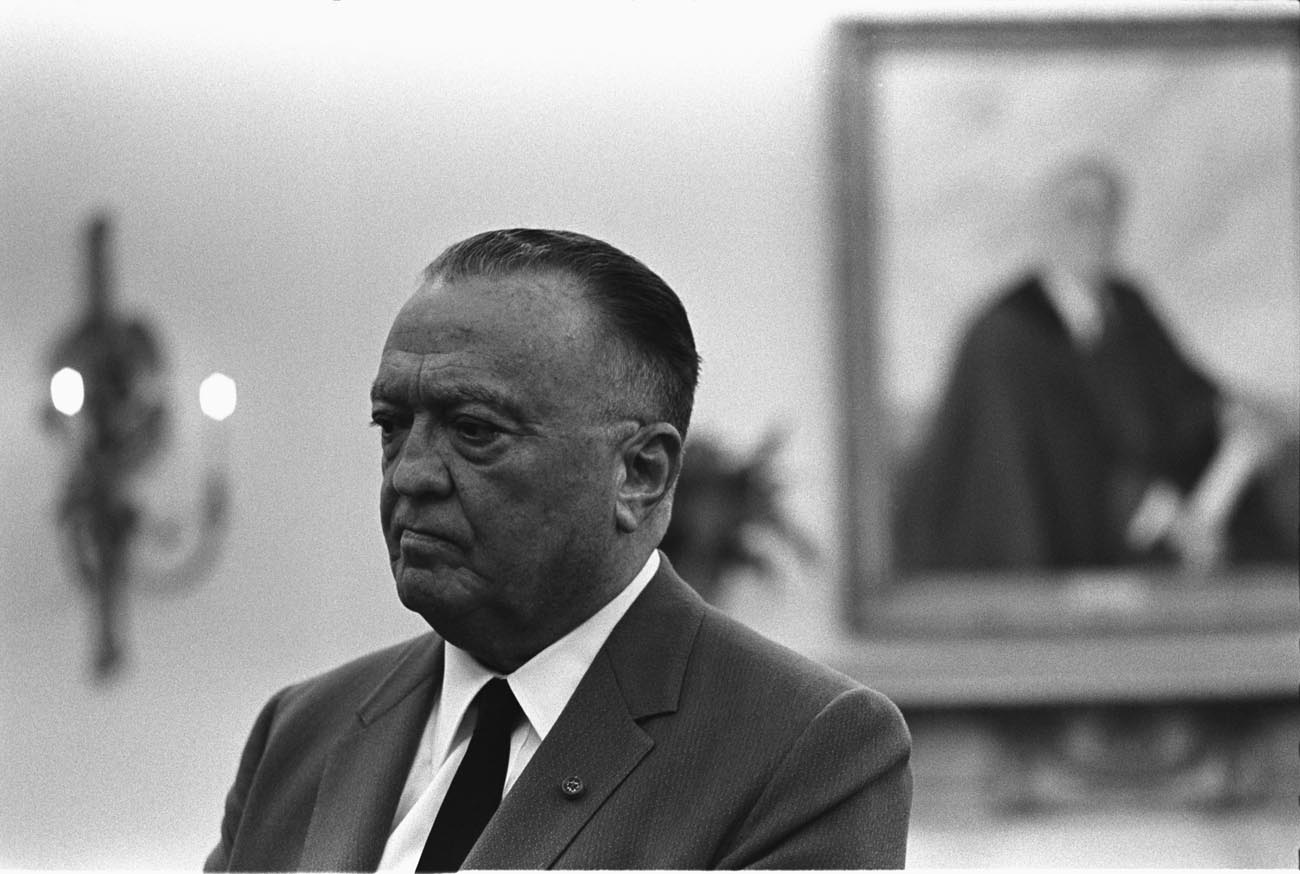
Hoover 1967-ben, ez már nem az ő korszaka volt

Miután belátta, hogy ezen nem tud változtatni inkább előremenekült, és az FBI fő feladatává tette a Ku-Klux-Klan felszámolását, ami beépülésekkel sikerült is. Az FBI végül kiépítette állomáshelyeit a déli államokban, amivel erélyesen segített az 1964-65-ben elfogadott polgárjogi törvények érvényre juttatásában. Ugyanakkor a COINTELPRO bizonyos túlkapásaitól igyekezett függetleníteni magát és helyettesére, William Sulivanre hárítani a felelősséget. Amikor azonban jogsértő eszközökkel próbálkozott a fekete radikálisok és az új baloldal lejáratására, nemcsak a szélesebb közvélemény, de a politikai vezetés is Hoover ellen fordult, aki így a hatalom fenyegetésének szimbólumává vált a polgári jogok ellen. Ezt a vereséget Hoover már soha többé nem tudta kiheverni, végleg elvesztette a bizalmat a társadalommal szemben, egyedül a szélsőjobboldal tekintett rá még „hősként”.
Hoover életének utolsó fejezetét az 1969-ben megválasztott Richard Nixon elnöksége alatt élte le. Nixon republikánus politikus volt, aki annak idején szintén volt tagja kommunistaellenes vizsgálóbizottságnak és azóta is jó barátságot ápolt Hooverrel, aki segítette Nixon politikai karrierjét, így bár "ideális" elnöknek látszott Hoover mellé, elnökként Nixon hatalmas kockázattal járó manőverekbe kezdett, és ez megint csak nem tetszett az emiatt is pozícióját féltő Hoovernek. Ezenkívül Nixonék sem tartották magukat annyira a hivatalos utak betartásához, inkább becsmérlően viszonyultak hozzájuk. Nixon szerette volna elérni Hoovernél, hogy az FBI legyen részese annak a becsvágyó tervnek, aminek során a Fehér Ház illegális eszközökkel is bővítette volna a fennhatóságát az ország fölött. A tervet Huston-tervnek nevezték el a terv kidolgozója, egy arrogáns és gátlástalan fehér-házi munkatárs, Tom Huston után. A Huston-terv során az összehangolt állami szervek, köztük az FBI olyan lépéseket tettek volna, amelyekkel Nixon politikai ellenfeleit lehetetlenítették volna el.
Hoover ezt mindenképpen el akarta kerülni, egyfelől egy ilyen közös akció gyengítette volna a hivatalát, másrészről nem volt hajlandó vállalni a merész terv politikai és jogi következményeit. 1971-re bár már nem volt akkora hatása az FBI-nál, mégis sikerült elintéznie, hogy a Huston-terv FBI-béli főtámogatóját, a helyettesét William Sulivant elbocsássák az Irodától. Ezután még Tom Huston befolyását is sikerült annyira meggyengítenie, hogy végül az egész terv megbukott. Viszont Nixon nyughatatlanságára bizonyíték a Watergate-botrány, aminek kibontakozását Hoover már nem érhette meg, de manővereinek köszönhetően neki és az FBI-nak nem lett semmi köze az ügyhöz.
Hoover az FBI igazgatójaként, 1972. május 2-án halt meg szívroham következtében.

## Magánélete

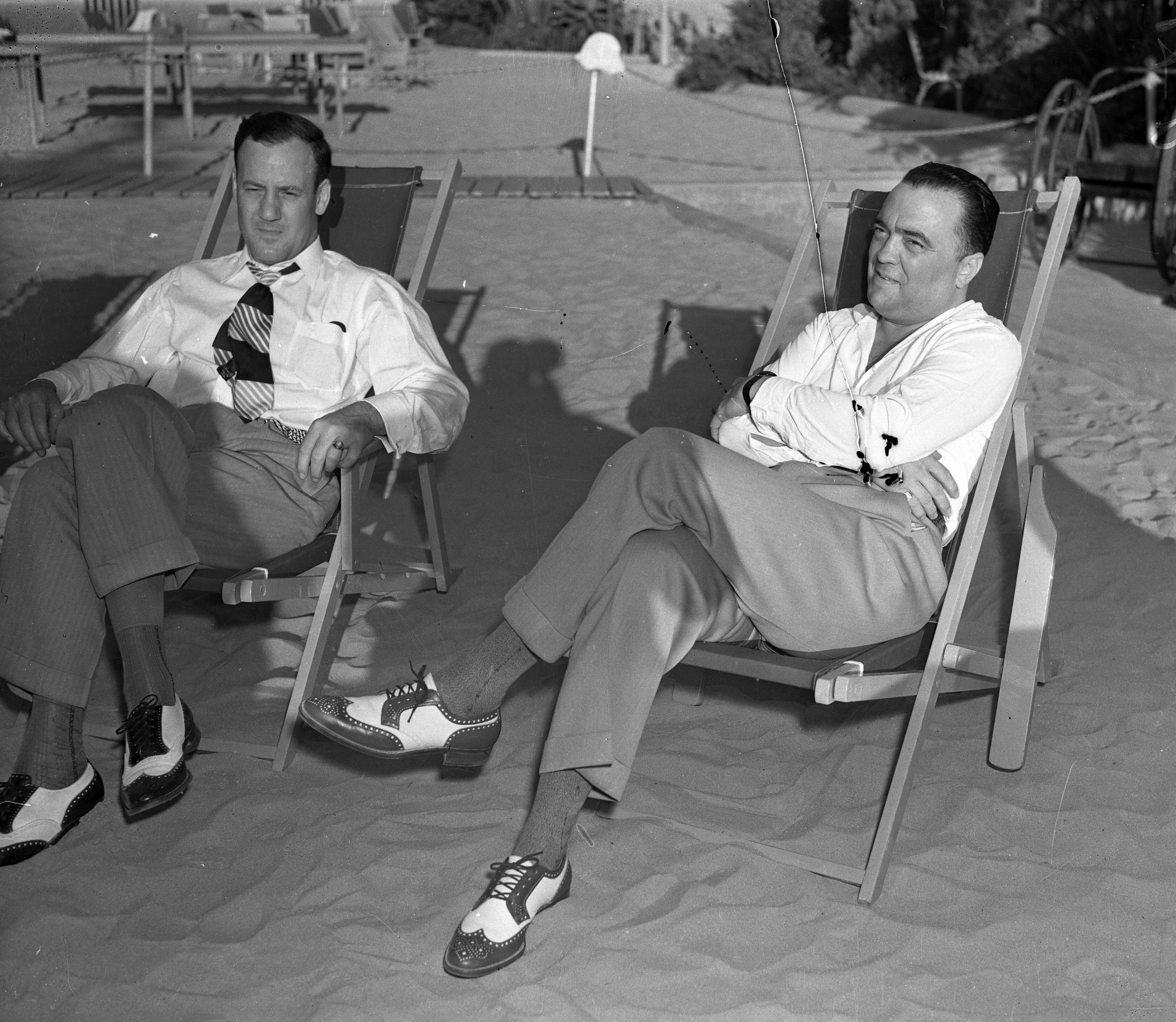
Tolson és Hoover 1939-ben a Los Angeles-i tengerparton pihen

Hoover magánemberként nem igazán volt feltűnő jelenség, mondhatni rigorózus ember volt, ez betudható konzervatív felfogásának is. Harmincnyolc éves koráig az anyja házában élt, majd annak halála után költözött át egy másik házba, ahol egészen haláláig lakott. A házában mindennek megvolt a pontos helye, ha ki is festetett akkor is minden képét megszámozta, hogy a festés után minden kép ugyanoda kerüljön vissza a falra. Mindig ugyanabban a vendéglőben ebédelt, ugyanannál az asztalnál, ugyanakkor és ugyanoda ment nyaralni, ugyanazokkal az emberekkel.
Hoover sohasem nősült meg, de az FBI igazgatóhelyettesével, Clyde Tolsonnal egész életében közeli barátok maradtak. Viszonyuk már-már felért egy házassággal is, mivel Tolson teljesen Hoovernek rendelte alá magát. Ellenőrizhetetlen pletykák szerint, amit egyesek tudni is véltek Hoover és Tolson között homoszexuális kapcsolat sem volt kizárt, mások viszont semmi ilyesmit nem tartottak valószínűnek kettejük kapcsolatában. Ezen kívül Hoovernek állítólag viszonya volt egy ideig Dorothy Lamour színésznővel, akit a harmincas években ismert meg. Gyereke sem született senkitől.
Hoover halála után Tolson örökölte Hoover vagyonát és házát, aki be is költözött, és ott állítólag ő maga semmisítette meg Hoover hírhedt adatgyűjteményét. Tolson három év múlva távozott az élők sorából.

## Utóhatása
Hoover megítélése igencsak ellentmondásos. Egyfelől egy diktatórikus önkényurat idéz a viselkedése, ahogy a Nyomozóirodát használta mások alaptalan megfigyelésére, másrészt viszont karrierje egy kitartó hivatalnoké, aki hamar vezetőbeosztásba kerül, hogy ott élete végéig dolgozzon, miközben körülötte jönnek-mennek a politikusok és elnökök. Hoover nyolc elnököt szolgált ki, de ő talán még náluknál is nagyobb hatalommal rendelkezett az információi révén. Miközben lázasan igyekezett egy gyerekkorában megismert, viktoriánus világ fenntartásában, amihez kezdetben az ország is partner volt, nem vette észre vagy nem akarta észre venni, hogy ennek oltárán feláldozza mások szabadságjogát és emberi jogait. Ahogy azonban idővel a világ egyre változott és egyre inkább jelentek meg, majd váltak fontossá az egyén szabadságjogai, Hoover úgy vált egyre inkább egy letűnő kor maradványának, aki nem tűr más véleményt és zsarolásokkal kiskirályként próbál uralkodni mások felett. Hoover sok időt töltött azzal, hogy hasztalanul lázadozzon az idők változása ellen teljesen reménytelenül, célját, hogy Amerika egy "kis konzervatív sziget" legyen, soha nem érhette el.
Hoover halála után hozták meg azt a szabályt, miszerint egy igazgatót legfeljebb tíz évre lehet megválasztani.
Az FBI később épült székházát Washingtonban róla nevezték el J. Edgar Hoover Épületnek.
Hoover életéről Clint Eastwood forgatott filmet 2011-ben J. Edgar – Az FBI embere címmel, amiben Hoovert Leonardo DiCaprio alakítja. (Hoover karaktere korábban csak epizódszerepekben tűnt fel.)

## Fordítás
- Ez a szócikk részben vagy egészben  a   J. Edgar Hoover című angol Wikipédia-szócikk fordításán alapul.  Az eredeti cikk szerkesztőit annak laptörténete sorolja fel. Ez a jelzés csupán a megfogalmazás eredetét és a szerzői jogokat jelzi, nem szolgál a cikkben szereplő információk forrásmegjelöléseként.